# Jersson González
Jersson González (Cali, 16 de fevereiro de 1975) é um futebolista colombiano que atua como defensor. Atualmente, joga pelo América de Cali.

## Carreira
Gonzalez integrou a Seleção Colombiana de Futebol na Copa América de 1999 e 2001.

## Títulos

### Seleção da Colômbia
- Copa América: 2001.